# Bernardo Rodolfo Abehen
Bernardo Rodolfo Abehen fue un escritor alemán nacido en Osnabruck, Hannover, en 1780 y fallecido en 1866. Era un erudito, educador de los hijos de Schiller y director de la universidad de su ciudad natal. Se atribuyen a él las siguientes obras: Estudios sobre la Divina Comedia de Dante (Berlín, 1826); Cicerón según sus cartas (Hannover, 1835), Un episodio de la vida en Gasthe (Berlín, 1848) y Goethe durante los años 1771-1775 (Hannover, 1861).